# Oreonoma pirene
Oreonoma pirene är en fjärilsart som beskrevs av Druce 1893. Oreonoma pirene ingår i släktet Oreonoma och familjen mätare. Inga underarter finns listade i Catalogue of Life.